# フリードリッヒ・ヴィルヘルム・フォン・シャドー
フリードリッヒ・ヴィルヘルム・フォン・シャドーまたはシャドウ（Friedrich Wilhelm von Schadow、1788年9月6日 - 1862年3月19日）は、ドイツの画家。ベルリン出身。

## 略歴
ベルリンに生まれた。父親は彫刻家のヨハン・ゴットフリート・シャドウである。父親から彫刻を学ぶが、絵画に転じ、ヴァイチュ(Friedrich Georg Weitsch)に学んだ。1806年から1807年の間は、軍務につくが、18010年から彫刻家となった兄のルドルフ(Rudolph Schadow)とともに、ローマに旅し、ローマでキリスト教美術の復興を目指す画家集団、「ナザレ派」の指導的立場の画家の一人となった。カトリックに改宗し、後年、「キリスト教の視覚芸術への影響について」(Ueber den Einfluss des Christentums auf die bildende Kunst:1843年)などの著作を行うことになった。
ローマでプロイセンの外交官、ヤーコプ・ザロモン・バルトルディ(Jakob Salomon Bartholdy)の援助を受け、仲間の若い画家、ペーター・フォン・コルネリウスやフィリップ・ファイトらと、ベルトルディの屋敷の壁に、宗教を題材とするフレスコ画を描いた。ベルリンの有名な美術学校の教授となり多くの弟子を育てた。この間、多くの教会のために絵を描いた。
1826年にデュッセルドルフ美術アカデミーの校長に任じられ、その仕事を30年以上続けた。シャドーの宗教的な思想は、教授のハインリヒ・クリストフ・コルベと対立し、コルベは1832年に美術アカデミーを去った。優秀な美術アカデミーの学生が選ばれて、教会のフレスコ画を描かせた。シャドーの教えた学生には、ミュッケ(Heinrich Mücke)などがいる。
デュッセルドルフ美術アカデミーは国際的な評価を得るようになり、アメリカからもジョージ・カレブ・ビンガム、イーストマン・ジョンソン、ワージントン・ウィットレッジ、リチャード・ケートン・ウッドヴィル、ウィリアム・スタンレー・ヘーゼルタイン、ジェームズ・M・ハート、ウィリアム・モリス・ハント、エマヌエル・ロイツェらがデュッセルドルフ美術アカデミーで学んだ。

## シャドーの作品

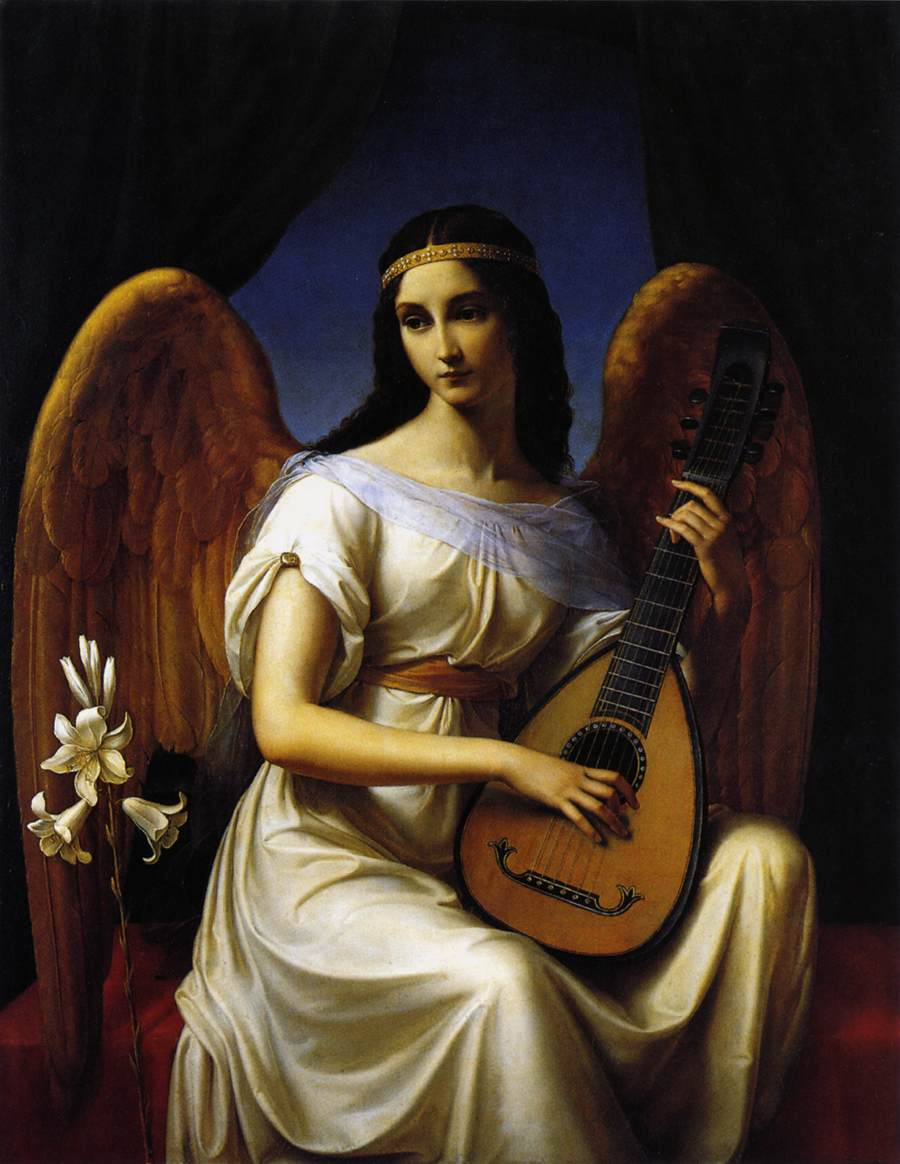
"Mignon" (1828)
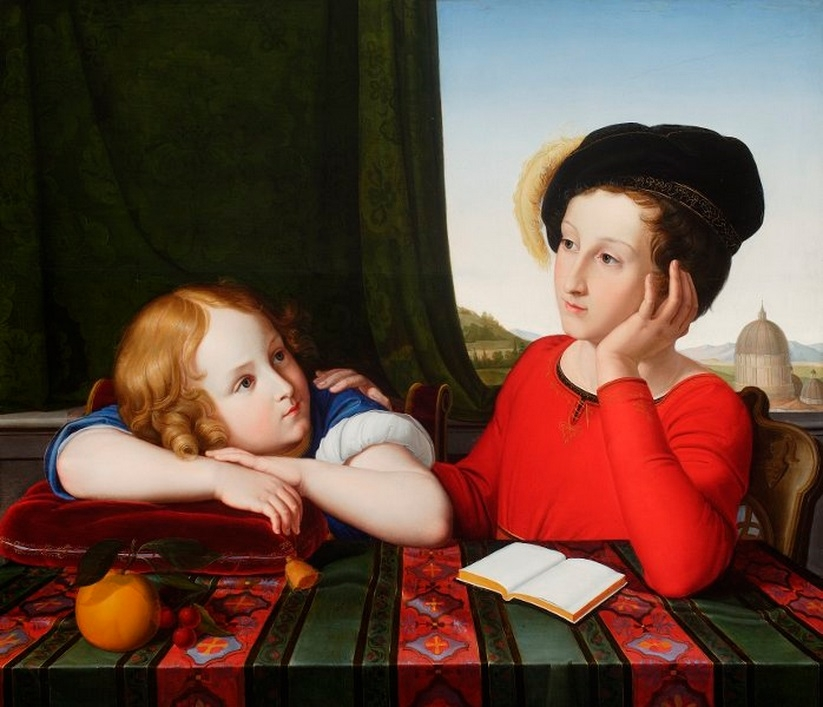
Portrait of Wieńczysław and Konstanty Potocki in childhood (1820)
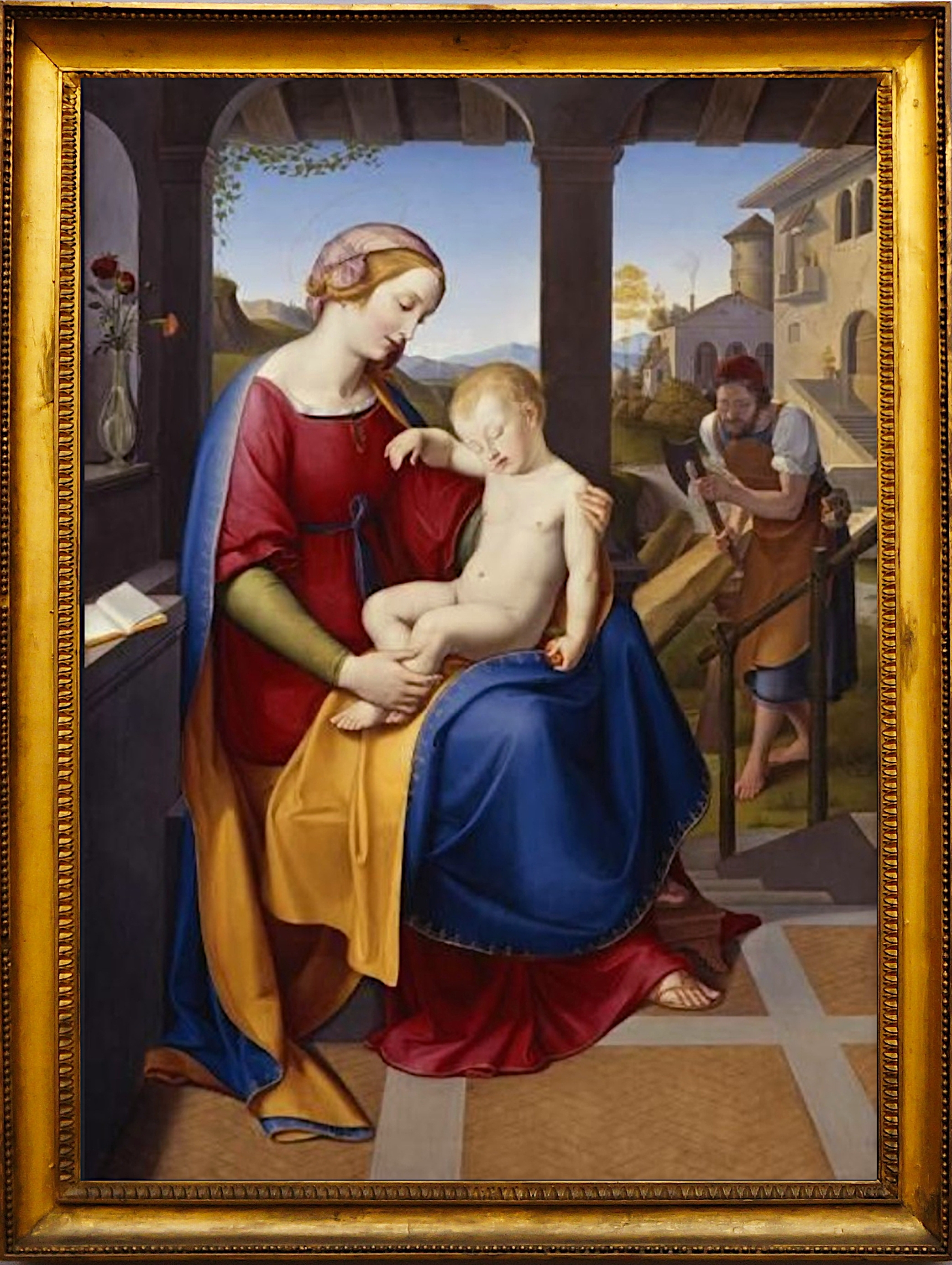
聖家族 (1818)
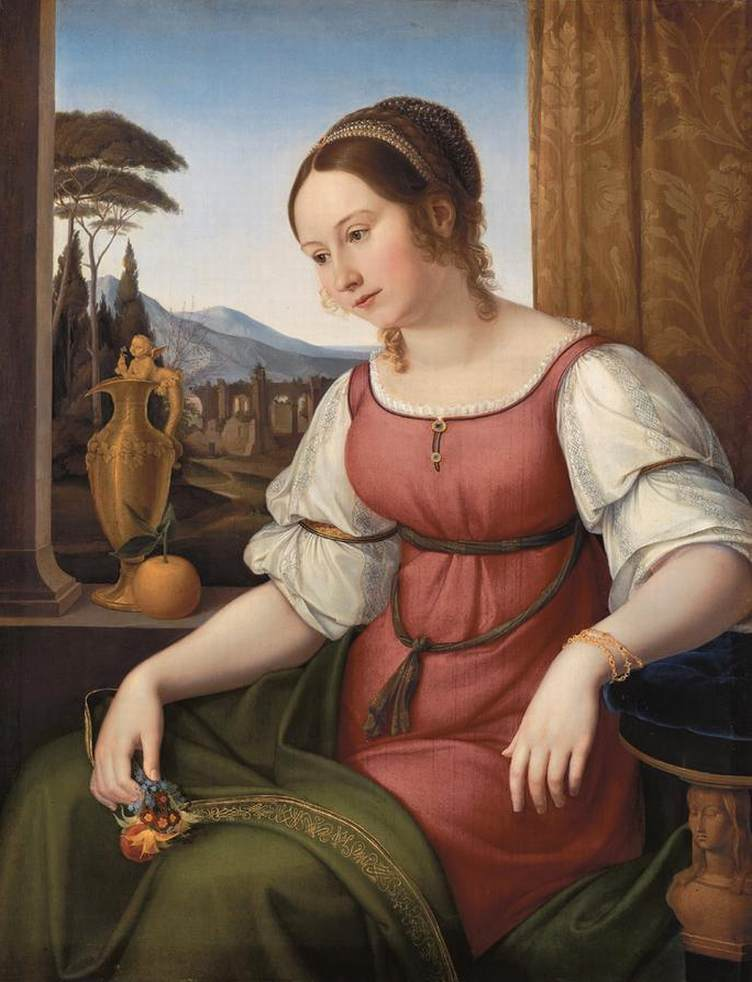
若いローマの女性